# Lissonota infulata
Lissonota infulata là một loài tò vò trong họ Ichneumonidae.